# جاكوب باندا
جاكوب باندا (بالإنجليزية: Jacob Banda)‏ (11 فبراير 1988 بندولا في زامبيا - ) هو لاعب كرة قدم زامبي في مركز حراسة المرمى. شارك مع منتخب زامبيا لكرة القدم. أما مع النوادي، فقد لعب مع نادي زيسكو يونايتد.

## روابط خارجية
- جاكوب باندا على موقع قاعدة بيانات كرة القدم.إي يو (الإنجليزية)
- جاكوب باندا على موقع ناشيونال فوتبول تيمز (الإنجليزية)